# Memphis Belle

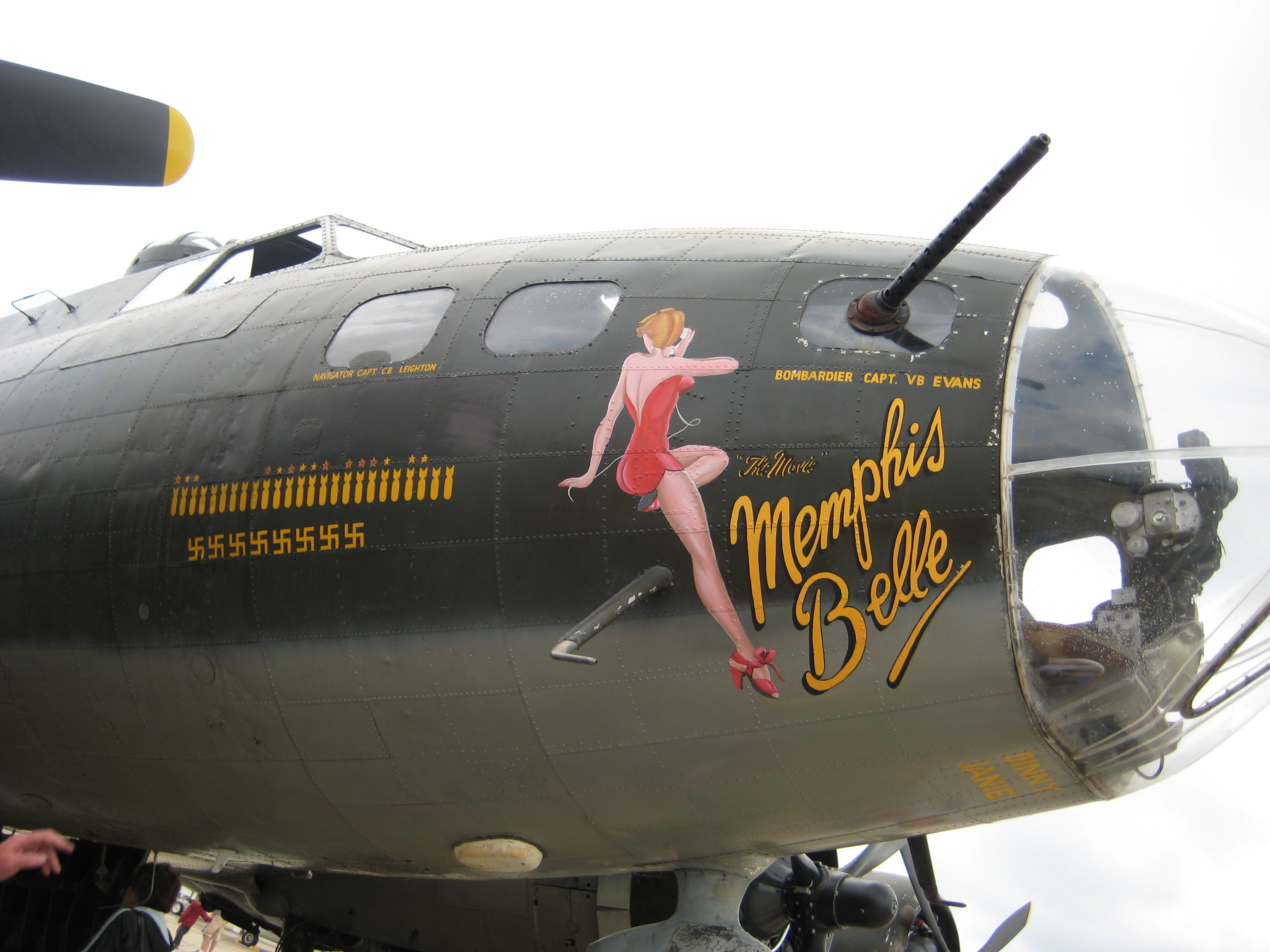
La celebre nose art sul muso del Memphis Belle

Memphis Belle (La bella di Memphis) è un bombardiere B-17 Flying Fortress statunitense che prese parte alla campagna di bombardamento sul territorio tedesco, belga, olandese e francese durante la seconda guerra mondiale, diventando il primo bombardiere pesante del teatro europeo a compiere le 25 missioni previste per permettere all'equipaggio di essere congedato.

## Storia
L'apparecchio è un B-17F-10-BO (numero di serie 41-24485) costruito nel luglio 1942 dalla Boeing che prestò servizio per sette mesi, dal 7 novembre 1942 al 17 maggio 1943, compiendo 25 missioni nel 324th Bomb Squadron, parte del 91st Bomb Group, Eighth Air Force, di base a Bassingbourne, in Inghilterra.
Il Memphis Belle fu il primo bombardiere pesante del teatro europeo a compiere tutte le 25 missioni previste per permettere all'equipaggio di essere congedato. In tutte queste missioni diurne l'aereo volò 148 ore scaricando circa 60 tonnellate di bombe. Per i danni riportati in combattimento, quasi ogni parte dell'aereo fu sostituita almeno una volta.
Il nome all'aereo fu dato dal pilota Robert Morgan in onore della sua fidanzata Margaret Polk, mentre la famosa ragazza sul muso dell'aereo fu disegnata dall'artista del novantunesimo gruppo, Tony Starcer.

## Documentario sull'aereo
Nel 1944 venne realizzato dal regista William Wyler un documentario intitolato The Memphis Belle: A Story of a Flying Fortress (Il Memphis Belle: la storia di una fortezza volante) per raccontare la storia della venticinquesima missione del bombardiere. Nel 2001 la Biblioteca del Congresso ha dichiarato il filmato "culturalmente significativo" e l'ha selezionato per essere conservato presso il National Film Registry (registro nazionale dei film).

## Equipaggio
- Pilota: Capitano Robert Morgan

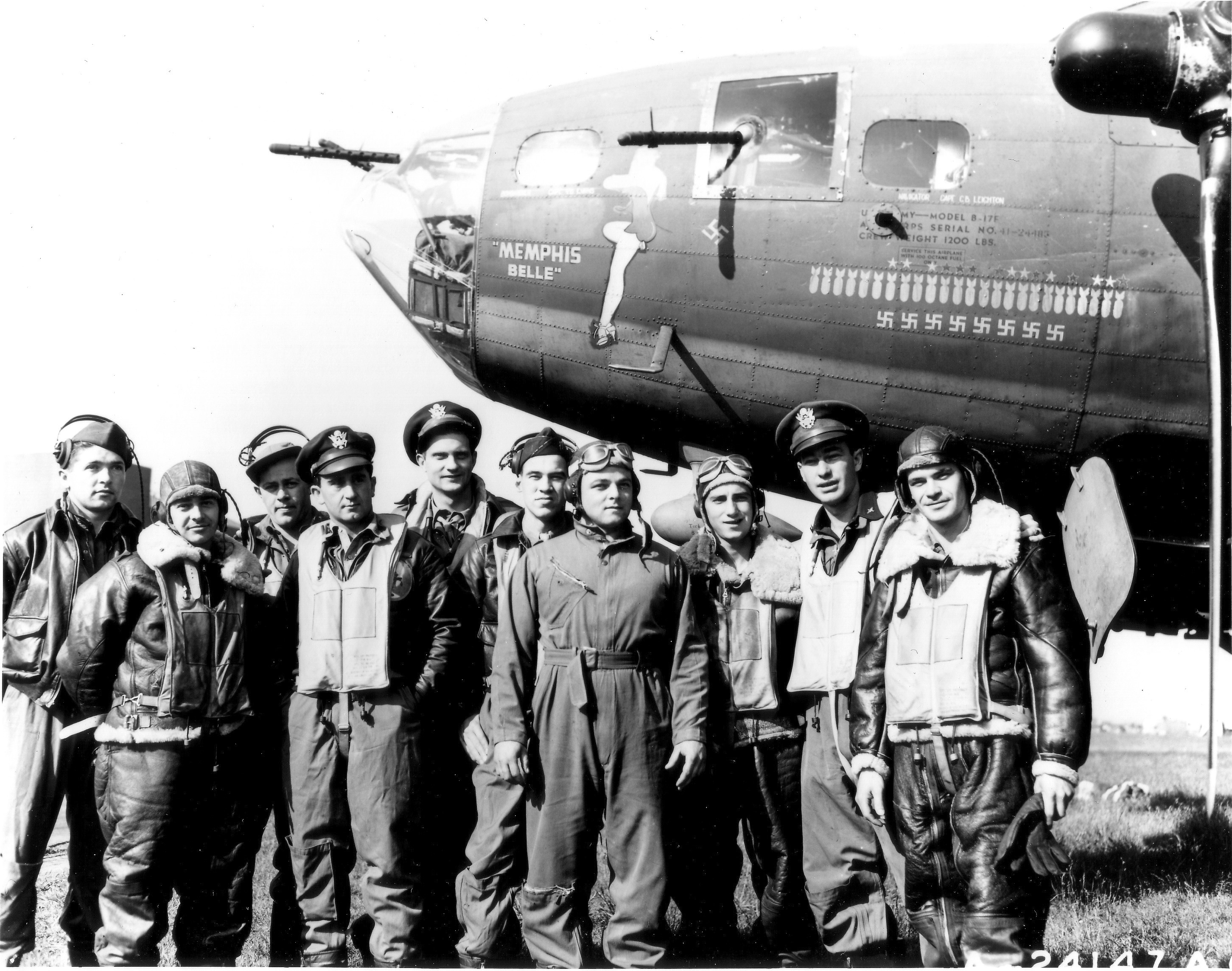
L'equipaggio del Memphis Belle sotto il muso dell'aereo in una foto dell'epoca

- Co-Pilota: Capitano James A. Verinis
- Bombardiere (e mitragliere anteriore destro): Capitano Vincent B. Evans
- Navigatore (e mitragliere anteriore sinistro): Capitano Charles B. Leighton
- Operatore radio: Sergente Robert J. Hanson
- Motorista e mitragliere torretta superiore:
  - Sergente Harold P. Loch
  - Sergente Leviticus Dillon
  - Sergente Eugene Adkins
- Mitragliere laterale sinistro: Sergente Clarence E. Winchell
- Mitragliere laterale sinistro:
  - Sergente E. Scott Miller
  - Sergente Casimer A. Nastal
- Mitragliere di coda: Sergente John P. Quinlan
- Mitragliere ventrale: Cecil H. Scott

Il 13 maggio 1943 il co-pilota Jim Verinis fu il primo uomo dell'equipaggio a terminare il suo ciclo di 25 missioni. Il pilota Robert Morgan e buona parte del resto dell'equipaggio terminarono il loro ciclo il 17 maggio. Il giorno dopo l'aereo volò per la sua venticinquesima e ultima missione.

## Missioni
Quello che segue è l'elenco delle missioni compiute dal Belle durante il secondo conflitto mondiale:
1. 7 novembre 1942 - Brest, Francia
2. 9 novembre 1942 - St. Nazaire, Francia
3. 17 novembre 1942 - St. Nazaire, Francia
4. 6 dicembre 1942 - Lilla, Francia
5. 20 dicembre 1942 - Romilly-sur-Seine, Francia
6. 3 gennaio 1943 - St. Nazaire, Francia
7. 13 gennaio 1943 - Lilla, Francia
8. 23 gennaio 1943 - Lorient, Francia
9. 4 febbraio 1943 - Emden, Germania
10. 14 febbraio 1943 - Hamm, Germania
11. 16 febbraio 1943 - St. Nazaire, Francia
12. 26 febbraio 1943 - Wilhelmshaven, Germania
13. 27 febbraio 1943 - Brest, Francia
14. 6 marzo 1943 - Lorient, Francia
15. 12 marzo 1943 - Rouen, Francia
16. 13 marzo 1943 - Abbeville, Francia
17. 22 marzo 1943 - Wilhelmshaven, Germania
18. 28 marzo 1943 - Rouen, Francia
19. 5 aprile 1943 - Anversa, Belgio
20. 16 aprile 1943 - Lorient, Francia
21. 17 aprile 1943 - Brema, Germania
22. 1º maggio 1943 - St. Nazaire, Francia
23. 4 maggio 1943 - Anversa, Belgio
24. 15 maggio 1943 - Wilhelmshaven, Germania
25. 17 maggio 1943 - Lorient, Francia

## IlBelledopo la guerra

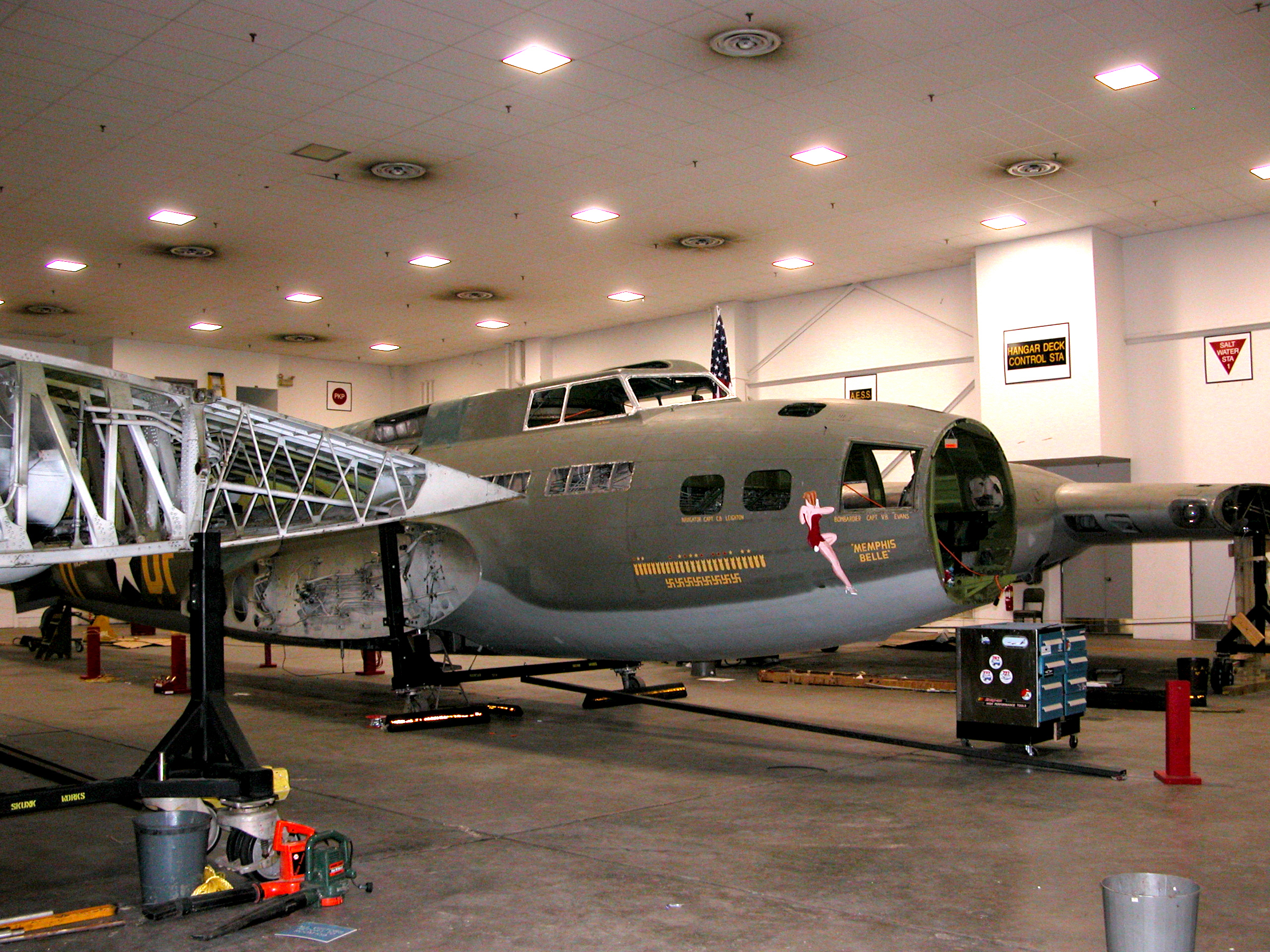
Il Memphis Belle nel 2003 durante i lavori di restauro

Finito il ciclo di missioni il Memphis Belle fece ritorno negli Stati Uniti, dove venne utilizzato per fini propagandistici e per pubblicizzare il prestito di guerra. Terminata la guerra poi al Belle sarebbe toccata la sorte di tutti i vecchi bombardieri, ma un provvidenziale intervento del sindaco di Memphis salvò l'aereo dallo smantellamento per la modica cifra di 350$. L'aereo venne posteggiato all'aperto come modello statico fino agli anni ottanta, deteriorandosi a causa delle condizioni climatiche e dei ripetuti vandalismi.
Sotto pressioni della neonata Memphis Belle Memorial Association (MBMA) si cercò quindi di trovare una migliore sistemazione all'aereo che negli anni settanta era nel frattempo ritornato di proprietà dell'Air Force. L'apparecchio fu quindi spostato vicino al fiume Mississippi dove venne allestita un'area con una tettoia che comunque non proteggeva il Belle dalle intemperie.
Nell'ottobre 2003 l'apparecchio fu spostato a Millington per essere ricondizionato, ma nel settembre 2004, stanco dei continui temporeggiamenti della città nel preservare lo storico B-17, il National Museum of the United States Air Force ammise di voler riprendere possesso dell'aereo per poterlo riparare e successivamente esporlo nel museo di Dayton.
Il 30 agosto 2005 l'MBMA dichiarò di non essere in grado di riparare il Belle per mancanza di fondi e acconsentì alle richieste dell'Air Force a patto di poter effettuare un'ultima esposizione pubblica a Millington nel Tennessee dal 30 settembre al 2 ottobre 2005. Il B-17 arrivò quindi a Dayton verso la metà di ottobre 2005.
Il Memphis Belle originale non si trova più nelle condizioni di poter volare quindi un B-17G-85-DL (numero di serie 44-83546, registrato N3703G) è stato convertito in B-17F e colorato come il Belle per essere utilizzato nelle riprese del film del 1990 e per essere esposto in vari show aerei come esemplare volante.